# کوسی (فیلم)
کوسی (به انگلیسی: Cosi) فیلمی محصول سال ۱۹۹۶ و به کارگردانی مارک جوفه است. در این فیلم بازیگرانی همچون بن مندلسون، بری اتو، تونی کولت، ریچل گریفیتس، ادن یونگ، کالین فریلز، جکی ویور، دیوید ونهام، پاملا ریب و پائول مرکوریو ایفای نقش کرده‌اند.